# Troy (Ohio)

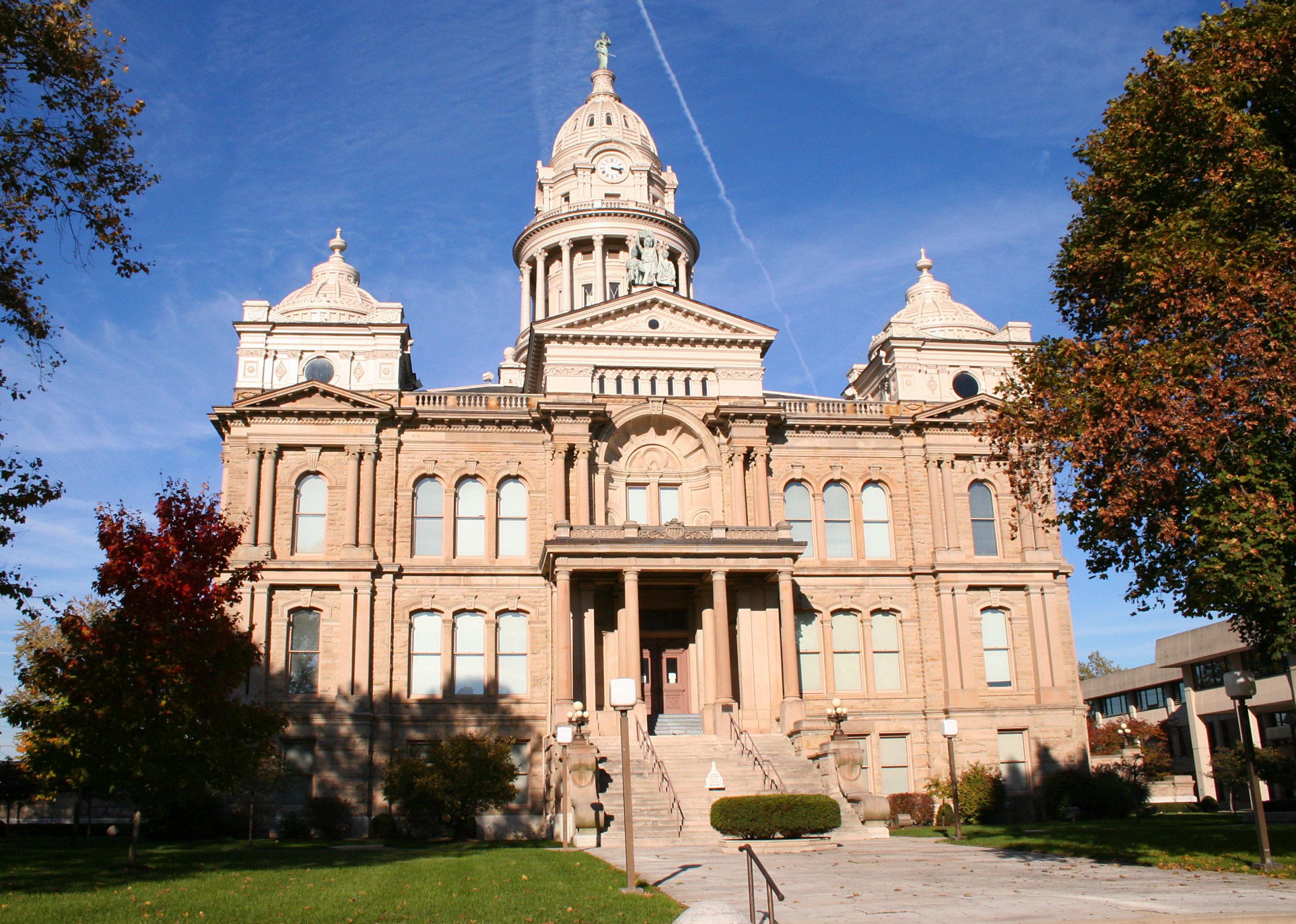
Gerichtsgebäude des Miami Countys in Troy

Troy ist eine City im Miami County, Ohio, Vereinigte Staaten. Das U.S. Census Bureau ermittelte bei der Volkszählung 2020 eine Einwohnerzahl von 26.305. Troy ist der County Seat des Miami Countys und statistisch ein Teil der Dayton-Metropolregion.

## Geographie
Troy liegt auf beiden Ufern des Great Miami Rivers.

## Geschichte
1913 war Troy während der Great Dayton Flood von starken Überschwemmungen betroffen.

## Kultur
Seit 1977 findet jährlich am ersten Juni-Wochenende das Strawberry Festival statt, in dem Troy die Erdbeerernte auf den Feldern der Umgebung feiert. Seit 1980 stehen das dreitägige Festival und die Parade, die durch die Straßen der Stadt führt, unter einem eigenen Motto.
Seit 2003 findet auf dem Stadtplatz von Troy alle zwei Jahre die Ausstellung Sculptures on the Square statt. Von Mai bis September werden Bildhauerarbeiten von Künstlern wie John Seward Johnson Jr. ausgestellt.

### Museen
In Troy gibt es zahlreiche Museen, darunter das Historic WACO Field, der historische Flughafen der Weaver Aircraft Company, auf dem das WACO Air Museum untergebracht ist.
Das Troy-Haynor Cultural Center, beheimatet im 1814 erbauten ehemaligen Wohnhaus von Mary Jane Hayner, bietet nicht nur eine Reihe von Veranstaltungen und Kursen, sondern beherbergt auch einige Ausstellungen, darunter die Hayner Distillery Company Permanent Exhibition.

### Musik
Die Metalcore-Band Miss May I kommt aus Troy.

## Wirtschaft
Das Unternehmen Hobart, ein Hersteller gewerblicher Küchen- und Spültechnik, hat seinen Hauptsitz in Troy.

## Persönlichkeiten
- Micah Carli, Gitarrist der Band Hawthorne Heights, besuchte die Troy High School
- Cris Carter (* 1965), Footballspieler und TV-Analyst
- Nancy Jane Currie, NASA-Astronautin, Teilnehmerin an vier Space-Shuttle-Missionen, absolvierte die Troy High School und lebt in Troy[5]
- Warren Davidson (* 1970), Politiker
- Casey DeSantis (* 1980), US-amerikanische Journalistin und First Lady Floridas
- Kris Dielman, Left Guard im Football-Team der San Diego Chargers, absolvierte die Troy High School im Jahr 1999. Während Dielman für die High School spielte, erreichte ihr Team den 18. Platz unter den Schulen der Vereinigten Staaten.
- Mike Finnigan (1945–2021), Sänger und Keyboardspieler
- Jim Jordan (* 1964), Politiker
- Thomas B. Kyle (1856–1915), Politiker und Vertreter von Ohio im US-Repräsentantenhaus
- Tolbert Lanston (1844–1913), Erfinder
- Dan Schreiber (* 1985), Pokerspieler und E-Sportler
- Thomas Skidmore (1932–2016), Historiker und Spezialist für Geschichte Brasiliens
- Matt Terwilliger (* 1985), Basketballspieler
- Peter Timmer (* 1941), Agrarökonom
- William Henson Wallace (1811–1879), Politiker
- Barton Kyle Yount (1884–1949), Generalleutnant der Luftwaffe